# Servizio ferroviario suburbano di Nižnij Novgorod
Il servizio ferroviario suburbano di Nižnij Novgorod (in russo Нижегородская городская электричка?, Nižegorodskaja gorodskaja električka, letteralmente: "treno elettrico urbano di Nižnij Novgorod") è una rete di trasporto servizio ferroviario suburbano a Nižnij Novgorod. Insieme alla metropolitana forma un sistema di trasporto ferroviario urbano della città. Ha 2 linee - Sormovskaja e Priokskaja. Fu attivato il 24 giugno 2013 sulla base della Ferrovia di Gorkij, come aggiunta alla metropolitana.

## La rete

### Linee attive
| #      | Linea         | Percorso                                        | Numero di stazioni |
| ------ | ------------- | ----------------------------------------------- | ------------------ |
| 1      | Sormovskaja   | Stazione di Nižnij Novgorod – Dubravnaja        | 11                 |
| 3      | Sormovskaja-2 | Počinki – Varia                                 | 4                  |
| 2      | Priokskaja    | Stazione di Nižnij Novgorod – Prospekt Gagarina | 12                 |
| Total: |               |                                                 | 28                 |

La linea Sormovskaja - ha 7 stazioni e collega il municipio Sormovskij e la stazione di Nižnij Novgorod. Questo lo rende un'alternativa alla linea della metropolitana di Sormovo. Ha un punto di interscambio dalla stazione ferroviaria alla stazione della metropolitana Moskovskaja. Per uno interscambio gratuito, puoi utilizzare la carta d'imbarco per 90 minuti.
La linea Priokskaja - ha 12 stazioni e 5 stazioni di interscambio presso la stazione di Nižnij Novgorod, le stazioni di Nižnij Novgorod-Sortirovochnyj, Petrjaevka, Okskaja e Prospekt Gagarina. La linea si interseca parzialmente con il sobborgo e collega i municipi Kanavinskij, Leninskij, Avtozavodskij e Priokskij. Ha diverse zone tariffarie a causa del fatto che alcune stazioni si trovano al di fuori della città. Attraversa il fiume Oka in corrispondenza del Ponte ferroviario Sartakovskij.
La seconda linea Sormovskaja è la sezione di test dalla stazione Počinki alla stazione Varia. Si compone di tre stazioni e collega il settimo microdistretto con il centro di Sormovo e in parte con la stazione della metropolitana Burevestnik. La distanza tra queste stazioni è raggiungibile in tram con un trasferimento gratuito su una carta di trasporto. Il test nelle ore di punta ha avuto luogo il 1 ° febbraio 2020 e la piena apertura della linea avrà luogo il 1 ° maggio 2020.
Oltre alle due linee principali, ci sono altre due direzioni che non sono incluse nel servizio ferroviario suburbano: "Počinki - Varja" e "Doskino - Kustovaja". La tariffa qui è uguale alla tariffa in qualsiasi trasporto pubblico urbano. Ci sono anche stazioni di interscambio per il servizio ferroviario suburbano. La stazione Kustovaja si trova vicino alla stazione della metropolitana Komsomol'skaja, ed è un punto di interscambio indiretto tra di loro.

### La stazioni
| La linea Sormovskaja-1 | La linea Sormovskaja-2                                       | La linea Priokskaja |
| --- | ------------------------------------------------------------ | --- |
| - Stazione di Nižnij Novgorod «Moskovskaja» - Kostaricha - Lesnoij gorodok - Čaadaevo - Kooperativnaja - Svetlojarskaja-1 - Počinki | - Počinki - Svetlojarskaja-2 - Sormovo - Varja «Burevestnik» | - Stazione di Nižnij Novgorod «Moskovskaja» - 435 km. - Nižnij Novgorod-Sortirovochnyj - Konduktorskaja - Petrjaevka - Nižnij Novgorod-Strigino - Sartakovo - Okskaja - Kud'ma - Okskij bereg - Rojka - Bol'šaja Jel'nya (interurbano) - Ankudinovka - Prospekt Gagarina |

## La tariffa
Sulla linea Sormovskaja la tariffa è di 28 rubli (circa 0,40 euro). Così come su tutti i trasporti pubblici urbani.
Sulla linea Priokskaja, la tariffa è di 28 rubli dalla Stazione di Nižnij Novgorod alla stazione Petrjaevka e dalla stazione Petrjaevka alla stazione Prospekt Gagarina.